# Monster Pies
Monster Pies je australský hraný film z roku 2013, který režíroval Lee Galea podle vlastního scénáře. Film popisuje vztah dvou adolescentů. 

## Děj
Středoškolák Mike je introvert a ve škole se s nikým nekamarádí. Když do třídy nastoupí nový student William, začne se mezi nimi pozvolna vytvářet náklonnost.

## Obsazení
| Tristan Barr     | Mike      |
| Lucas Linehan    | William   |
| Rohana Hayes     | Jacquelyn |
| Marcel Reluctant | Marv      |
| Katrina Maree    | Jenine    |
| Marlene Magee    | Anne      |
| Shea MacDonough  | Cherry    |
| Petra Salsjo     | Ursula    |
| Jasmine Purches  | Joanne    |